# 斯德揚·盧欽
斯德揚·盧欽（羅馬尼亞語：Srdjan Luchin；1986年3月4日—）是一位羅馬尼亞足球運動員。在場上的位置是後衛。他現在效力於羅馬尼亞足球甲級足球聯賽球隊布加勒斯特星足球俱樂部。他也代表羅馬尼亞國家足球隊參賽。